# Stefan Szmidt
Stefan Józef Szmidt (ur. 11 sierpnia 1943 w Biłgoraju) – polski aktor teatralny i filmowy, malarz.

## Życiorys
W 1965 został absolwentem PWST w Warszawie. Jako aktor teatralny związany z warszawskimi teatrami: Klasycznym (1965–1971), Rozmaitości (1972–1978) i Polskim (od 1978).
W 1997 wraz z żoną Alicją Jachiewicz oraz z córką powołał Fundację Kresy 2000, mającą na celu działalność na rzecz kultury i sztuki współczesnych kresów RP. W 2003 za tę działalność zostali uhonorowani nagrodą Pro publico bono.
W latach 2003–2019 pełnił funkcję dyrektora Biłgorajskiego Centrum Kultury.
W wyborach w 2007 Stefan Szmidt bez powodzenia kandydował do Senatu z listy Platformy Obywatelskiej w okręgu chełmskim. Był członkiem komitetu poparcia Bronisława Komorowskiego przed wyborami prezydenckimi w 2010 i 2015.
W 2012 został odznaczony Krzyżem Kawalerskim Orderu Odrodzenia Polski. W 2005 otrzymał Złoty Krzyż Zasługi.

## Filmografia
- 1969: Jak rozpętałem drugą wojnę światową – partyzant „Kosa”
- 1971: Nie lubię poniedziałku – kierowca bez chorągiewki
- 1973: Chłopi – Jacek, brat dziedzica
- 1973: Hubal – kapitan Józef Grabiński – „Pomian”, członek oddziału Hubala
- 1974: Potop – Tyzenhauz
- 1974: Wiosna panie sierżancie – kierowca autobusu
- 1976: Za metą start – inż. Włodzimierz Szymański
- 1976: Próba ciśnienia – Bogdan, kolega Andrzeja z instytutu
- 1977: Znak orła – rycerz Wincentego
- 1980: Dom – Kostek Bawolik
- 1980: Królowa Bona – Jan Hlebowicz, wojewoda wileński
- 1981: Najdłuższa wojna nowoczesnej Europy – Hans, mąż Wandy Franke
- 1982: Popielec – stary Garstka
- 1982: Blisko, coraz bliżej – Tadeusz Borucki
- 1988: Piłkarski poker – trener Powiśla
- 1989: Kanclerz – kasztelan Szafraniec
- 1989: Modrzejewska – Tytus Chałubiński
- 1991: Panny i wdowy – oficer pruski
- 1991: Pogranicze w ogniu – Antoni Korełło
- 1993: Czterdziestolatek. 20 lat później – dziadek Lecha
- 1999: Ogniem i mieczem – wachmistrz Skrzetuskiego
- 1999: Pan Tadeusz – Bartek Prusak
- 2003: Stara baśń. Kiedy słońce było bogiem – Mściwój
- 2004: Stara baśń – Mściwój
- 2004: Kryminalni – Janusz Nowacki, kustosz muzeum
- 2005: Motór – ojciec Rechola
- 2009: Generał Nil – generał Tadeusz Komorowski „Bór”
- 2010: Śluby panieńskie – kamerdyner Radosta